# Light the Horizon
Light the Horizon è il quarto album in studio del gruppo reggae rock canadese Bedouin Soundclash, pubblicato nel 2010.

## Tracce
1. Mountain Top – 3:16
2. Fools Tattoo – 4:09
3. May You Be the Road – 3:04
4. Brutal Hearts (feat. Cœur de Pirate) – 3:10
5. Elongo – 3:17
6. No One Moves, No One Gets Hurt – 2:41
7. The Quick & The Dead – 2:13
8. Rolling Stone – 3:22
9. A Chance of Rain – 4:14
10. Follow the Sun – 4:42